# Ornithidium miniatum
Ornithidium miniatum är en orkidéart som beskrevs av John Lindley. Ornithidium miniatum ingår i släktet Ornithidium och familjen orkidéer. Inga underarter finns listade i Catalogue of Life.